# 31912 Lukasgrafner
31912 Lukasgrafner è un asteroide della fascia principale. Scoperto nel 2000, presenta un'orbita caratterizzata da un semiasse maggiore pari a 2,5534360 au e da un'eccentricità di 0,1690877, inclinata di 2,69927° rispetto all'eclittica.
L'asteroide è dedicato allo studente tedesco Lukas Grafner.